# Московский проспект (Выборг)
Московский проспект — один из пяти проспектов Выборга. Пролегает от улицы Данилова до Ленинградского шоссе. В южной части проспектом разделяется на две части Садовый сквер, а в северной к проспекту примыкает Школьная площадь.

## История

План 1861 года, согласно которому проложен проспект

Территория, на которой расположен проспект, до 1860-х годов находилась за пределами города. В северной части она относилась к Петербургскому форштадту — предместью Выборга с нерегулярной деревянной застройкой, а южная была незаселённой заболоченной территорией. В 1861 году выборгским губернским землемером Б. О. Нюмальмом был разработан городской план, предусматривавший снос устаревших укреплений Рогатой крепости и формирование сети новых прямых улиц, разделивших территорию бывшего форштадта на участки правильной формы. Но передел границ владельческих участков со сносом старых деревянных домиков Петербургского форштадта заняли много лет: застройка городской магистрали стала формироваться на рубеже XIX — начала XX века. Новая улица Браге (фин. Brahenkatu, швед. Brahegatan — Брагеская, Брахеская) получила название в честь финляндского генерал-губернатора Пера Браге Младшего; с провозглашением независимости Финляндии официальным стал финский вариант названия.
Первоначальная малоэтажная застройка улицы была деревянной. Немногими каменными зданиями длительное время оставались жилой дом компании «Арина», построенный в 1901 году в средней части улицы, и финская женская гимназия, возведённая в её северной части в 1906 году. Активное каменное строительство зданий в стиле функционализма развернулось только в 1930-е годы в южных кварталах. Деятельное участие в этом процессе принял архитектор В. Кейнянен, спроектировавший многоквартирные здания по чётной стороне улицы. В северном конце улицы заметное место заняло здание страховой компании «Карьяла» — первый выборгский «небоскрёб».
Деревянная застройка центральной части улицы была практически полностью утрачена в результате советско-финских войн (1939—1944). С 1944 года, по итогам Выборгской наступательной операции, за улицей закрепилось современное название — Московский проспект. К тому времени небольшие одно- двухэтажные дома, такие, как церковь Вефиль, были уничтожены военными пожарами. В середине 1960-х годов на их месте появились типовые кирпичные жилые дома — «хрущёвки», из которых самая важная роль отводилась двум парным пятиэтажным зданиям с универмагами на первых этажах. Однообразие их пропорций и фасадов из силикатного кирпича не украсило застройку проспекта. В дальнейшем строительство стало вестись по индивидуальным проектам, благодаря чему сформировался современный архитектурный облик городской магистрали. К числу лучших строений советского времени в Выборге, по мнению искусствоведа Е. Е. Кеппа, относятся девятиэтажный жилой дом с магазином «Алмаз», возведённый в 1970 году по проекту И. А. Поповой на углу с Крепостной улицей, и здание телефонной станции, спроектированное в 1976 году архитекторами Т. Б. Боровковой и Г. А. Смирновым в качестве активного компонента архитектурного ансамбля Школьной площади.
Оформление въезда на проспект близ пересечения с Морской набережной осуществлено в 1980-е —1990-е годы путём строительства многоквартирных жилых домов по проектам архитекторов Б. И. Соболева (№ 2—4) и Л. Ф. Логашовой (№ 1). В начале XXI века в качестве эффектного завершения оформления квартала, образованного пересечением Крепостной и Садовой улиц, был спроектирован монументальный жилой комплекс «Магирус» (дом № 9). А важный угловой участок, образованный пересечением с улицей Мира, завершился зданием магазина «Алиса» архитектора Д. П. Фридлянда (дом № 24).
С 2008 года, после разделения всей территории Выборга на микрорайоны, Московский проспект относится к Центральному микрорайону города. По проспекту пролегает несколько автобусных маршрутов.

## Памятники
- Памятная доска на доме № 10, посвящённая искусствоведу Е. Е. Кеппу, автору исследований об истории Выборга
- Садово-парковая скульптура обнажённой девушки в сквере на углу с Крепостной улицей
- Памятная доска на здании политехнического колледжа, посвящённая воинам-интернационалистам В.П. Агафонову, А.В. Горяеву, С.И. Зуевскому, В.Н. Коркину и А.В. Морозову

## Изображения

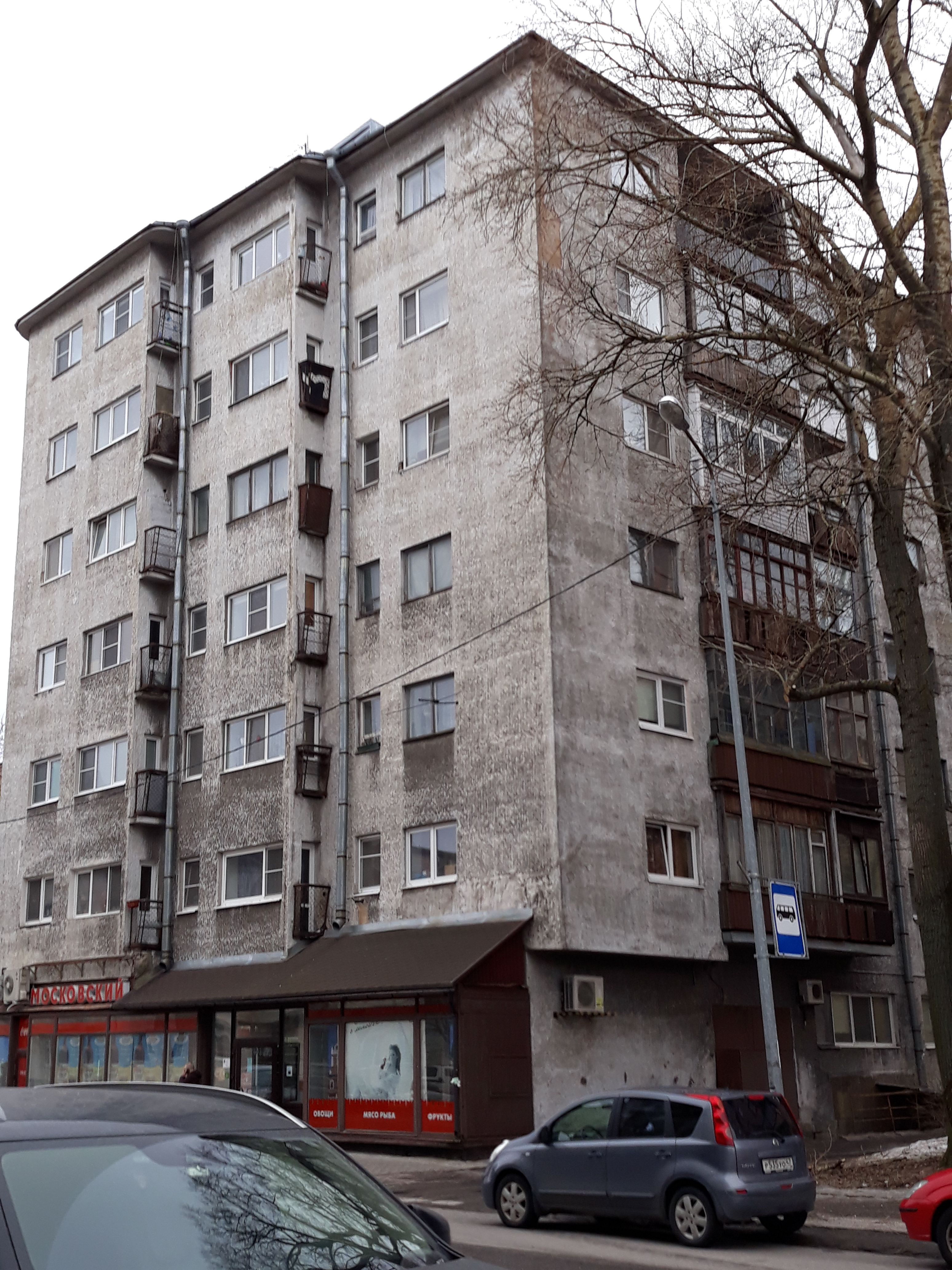
Жилой дом № 3
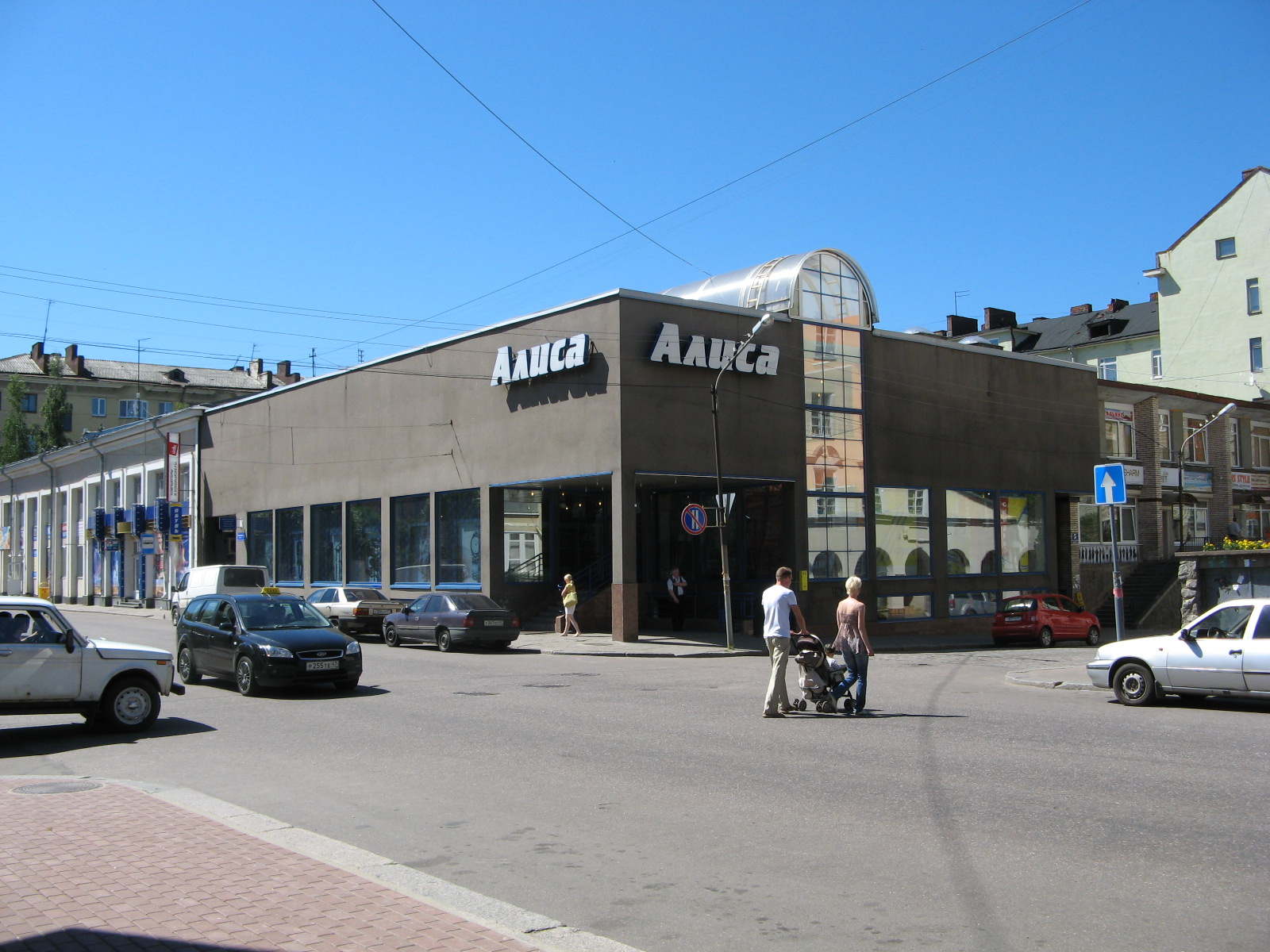
Дом № 24 — магазин «Алиса»
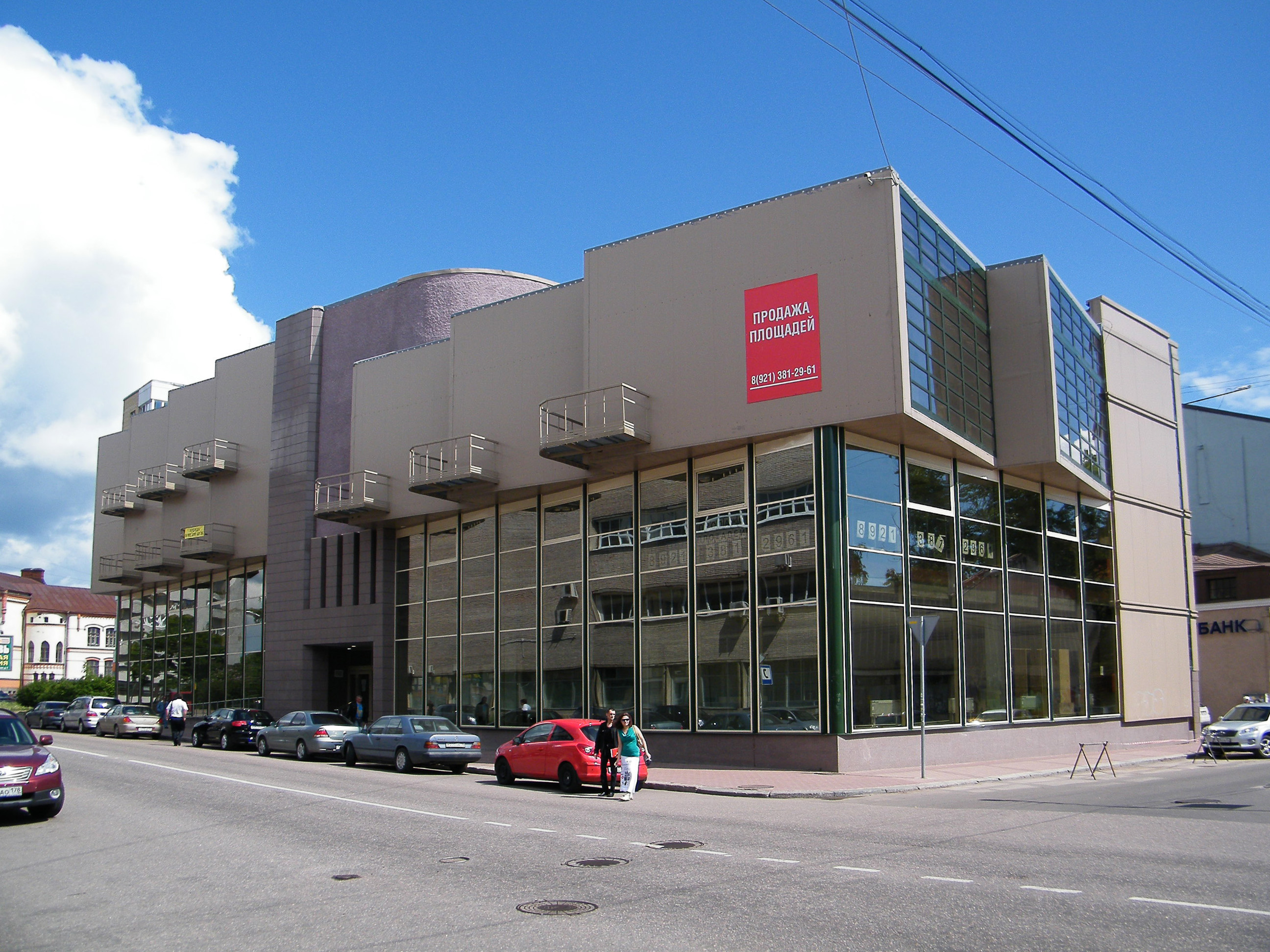
Торговый центр «Атриум»
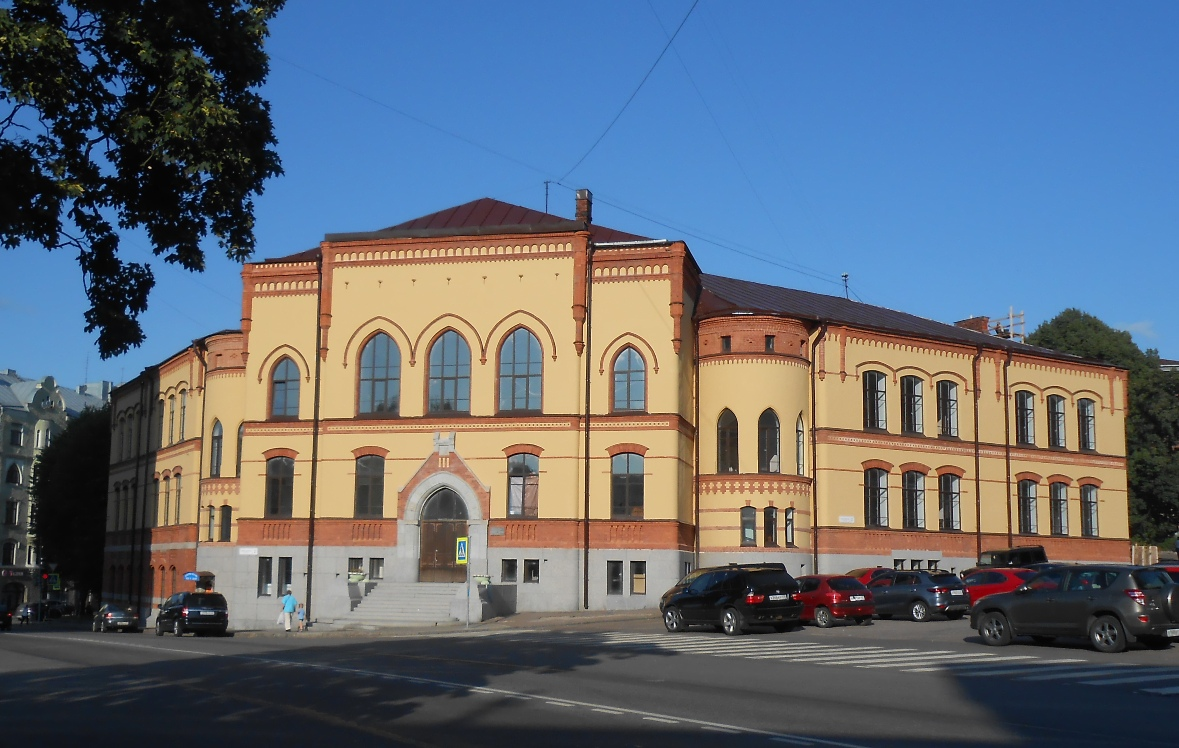
Здание финской женской гимназии
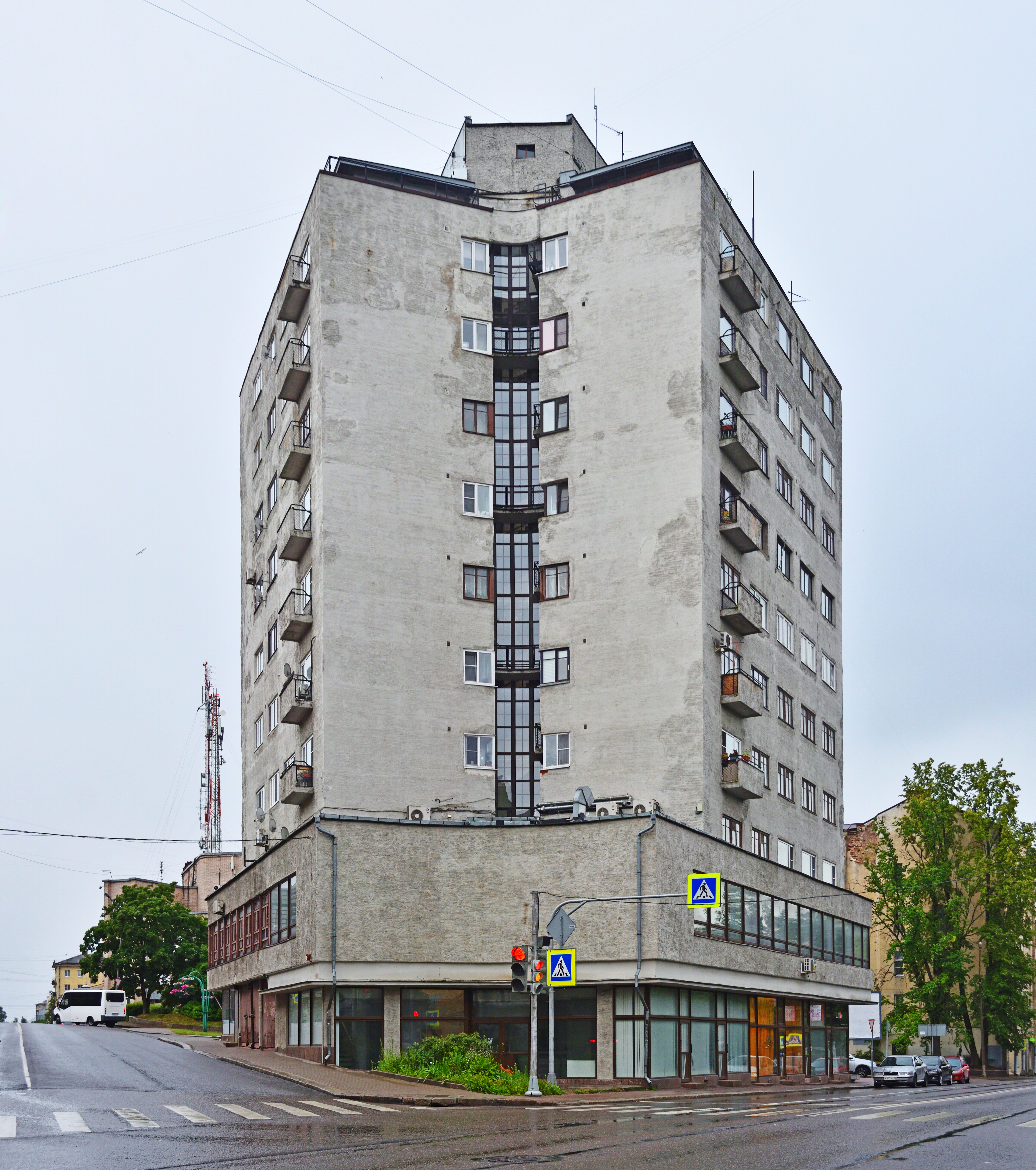
Здание страховой компании «Карьяла»